# York County (New Brunswick)
York County ist ein County in der kanadischen Provinz New Brunswick. Verwaltungssitz ist die Hauptstadt von New Brunswick, Fredericton. Das County hat 99.411 Einwohner (Stand: 2016).
Die wichtigsten Wirtschaftsbereiche sind die Agrar- und Forstwirtschaft. Der Saint John River teilt das County in Ost-West-Richtung, im Nordosten fließt der Southwest Miramichi River. Die Trans-Canada Highway durchquert das County, von Westen nach Osten, im südlichen Teil.
Die historische, touristische Siedlung Kings Landing aus der Zeit von 1780 bis 1910 liegt bei Prince William. Das County ist benannt nach Frederick Augustus, Duke of York and Albany, dem zweiten Sohn des britischen Königs Georg III.

## Gemeinden und Städte

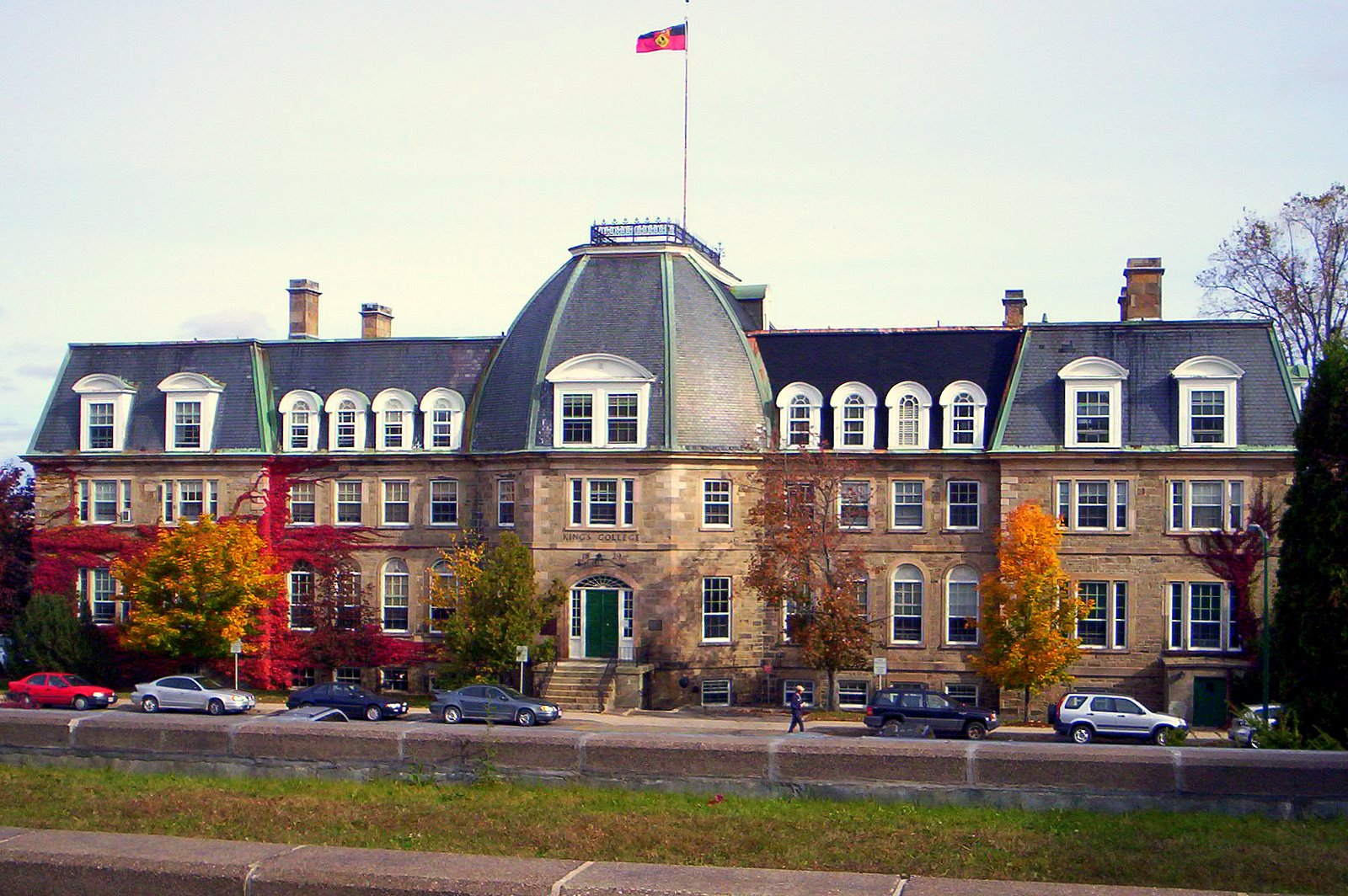
Hauptgebäude der University of New Brunswick (UNB) von Fredericton

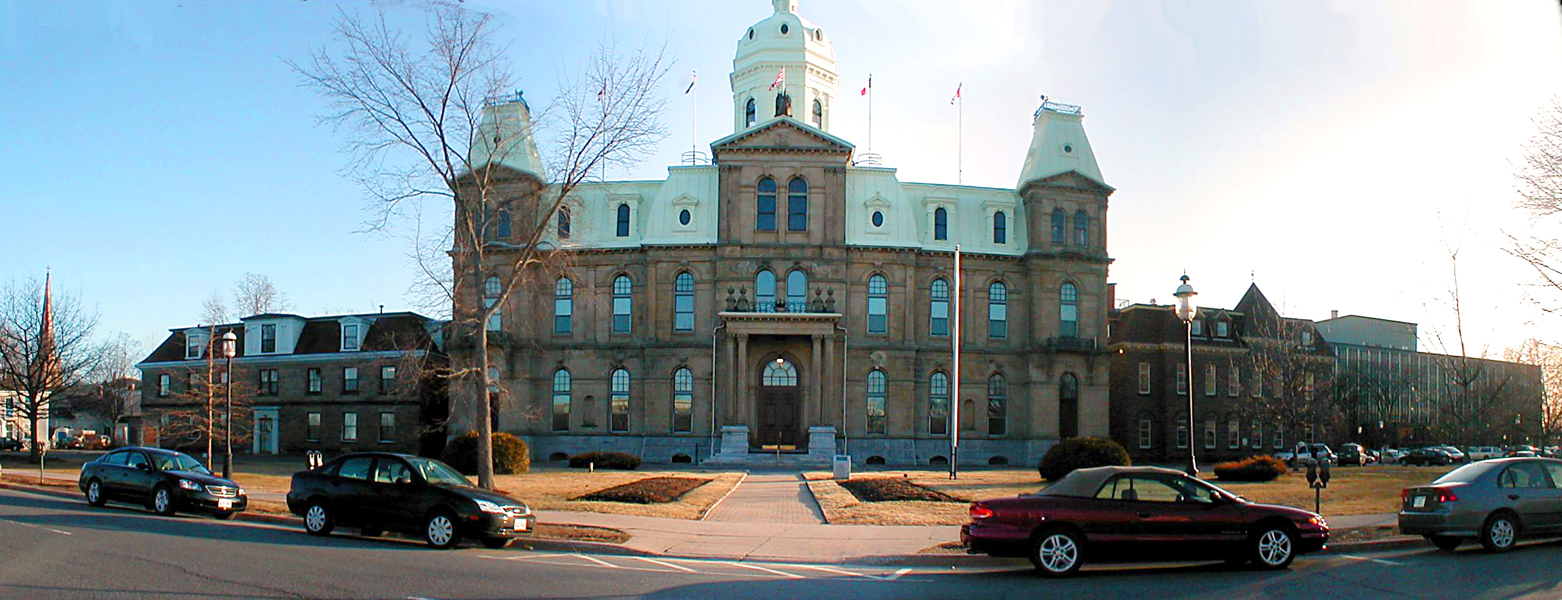
Landesparlament New Brunswick

York County besteht aus acht Landkreisen und der Hauptstadt Fredericton (aufgelistet nach Einwohnerzahl - 2011 Census).
| Name           | Status     | Fläche km2 | Einwohner |
| -------------- | ---------- | ---------- | --------- |
| Fredericton    | Stadt      | 131.67     | 56.224    |
| New Maryland   | Dorf       | 21,24      | 4232      |
| McAdam         | Dorf       | 14,47      | 1284      |
| Nackawic       | Kleinstadt | 8,40       | 1049      |
| Stanley        | Dorf       | 17,34      | 419       |
| Harvey Station | Dorf       | 2,46       | 363       |
| Canterbury     | Dorf       | 5,34       | 331       |
| Millville      | Dorf       | 12,16      | 307       |
| Meductic       | Dorf       | 5,57       | 270       |

## Kirchengemeinden
Der County ist in vierzehn Kirchengemeinden unterteilt (aufgelistet nach Einwohnerzahl - 2011 Census).

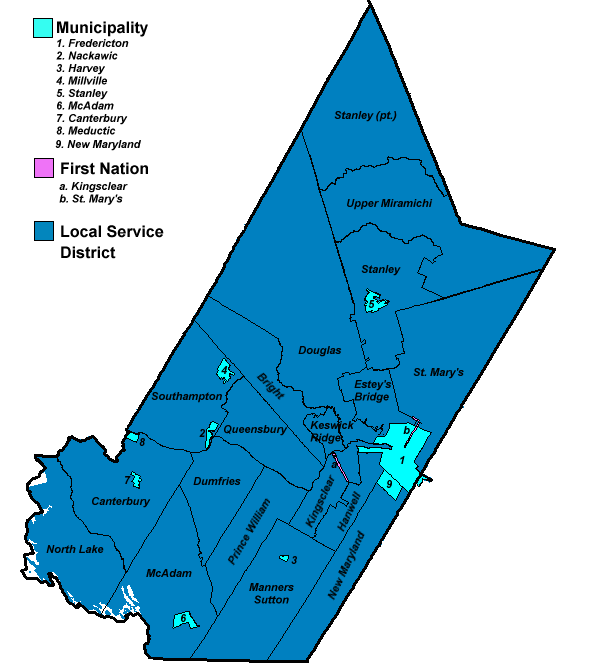
Gemeindeaufteilung von York County

| Name                  | Fläche km2 | Einwohner |
| --------------------- | ---------- | --------- |
| Kingsclear Parish     | 303,52     | 7391      |
| Douglas Parish        | 1446,78    | 6081      |
| Saint Marys Parish    | 753,12     | 4733      |
| Bright Parish         | 404,17     | 3068      |
| New Maryland Parish   | 375,78     | 2466      |
| Manners Sutton Parish | 525,74     | 1806      |
| Southampton Parish    | 450,18     | 1538      |
| Queensbury Parish     | 301,38     | 1272      |
| Stanley Parish        | 1221,88    | 903       |
| Prince William Parish | 288,23     | 895       |
| Canterbury Parish     | 557,22     | 609       |
| Dumfries Parish       | 305,23     | 373       |
| North Lake Parish     | 440,66     | 243       |
| McAdam Parish         | 537,62     | 27        |

## First Nations
Es gibt zwei Reservate der First Nations (aufgelistet nach Einwohnerzahl - 2011 Census).
| Name         | Status  | Fläche km2 | Einwohnerzahl |
| ------------ | ------- | ---------- | ------------- |
| Devon 30     | Reserve | 2,73       | 864           |
| Kingsclear 6 | Reserve | 3,75       | 490           |

## Galerie

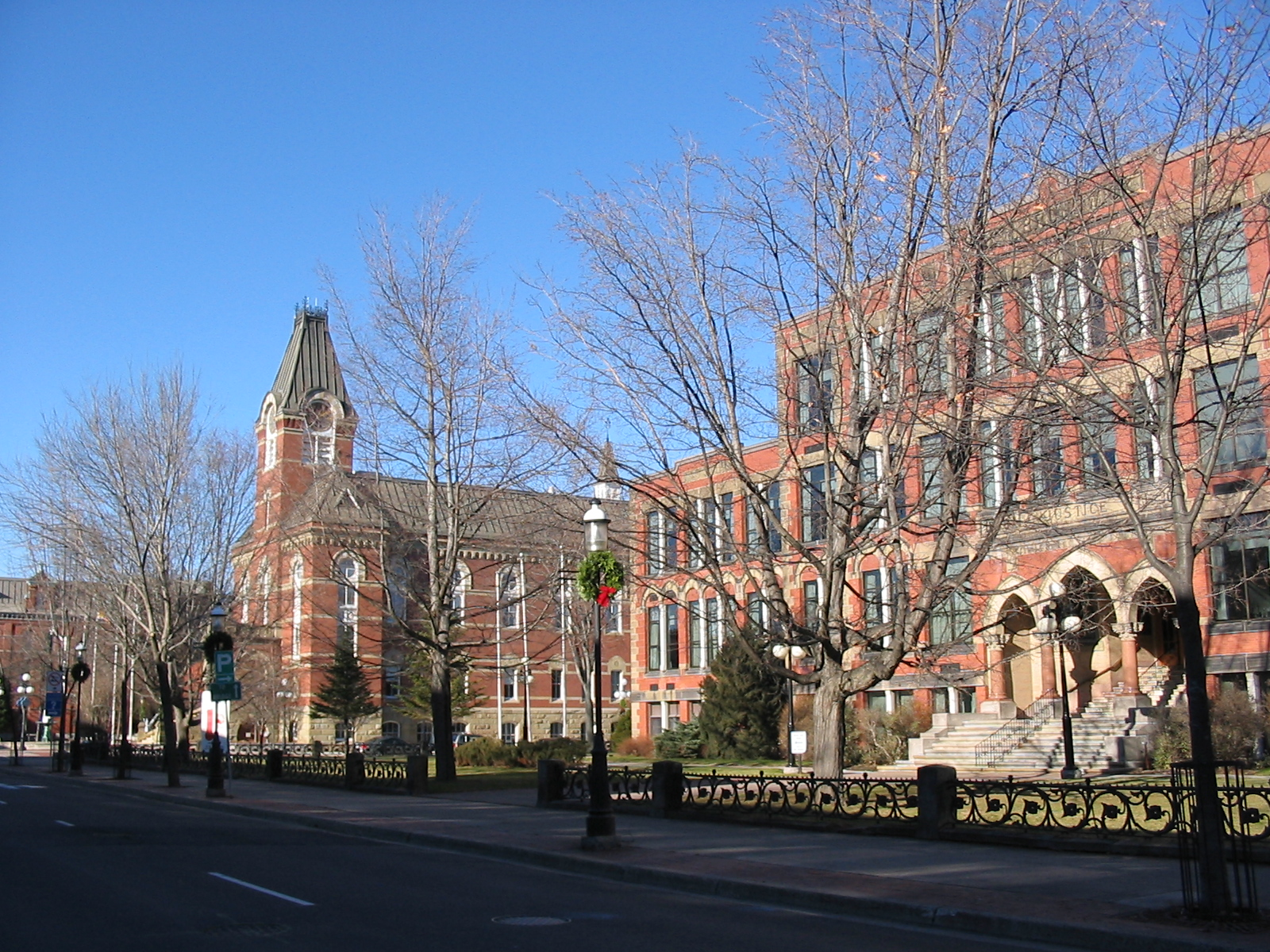
Das historische Stadthaus von Fredericton
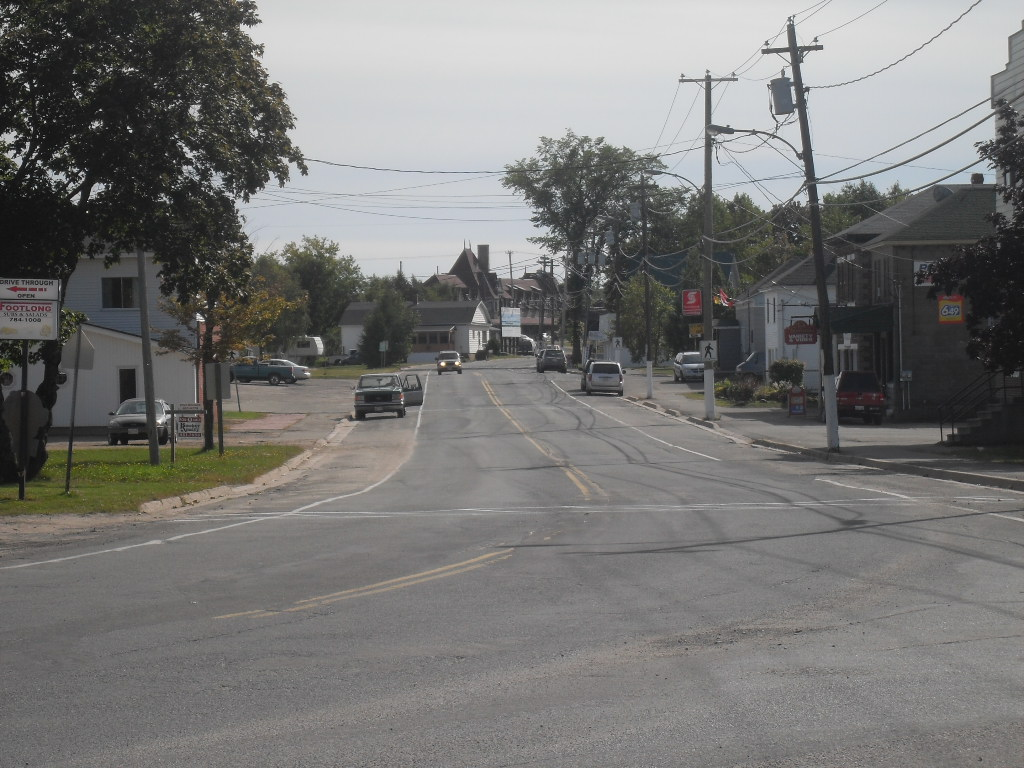
McAdam mit historischem Bahnhofsgebäude im Hintergrund
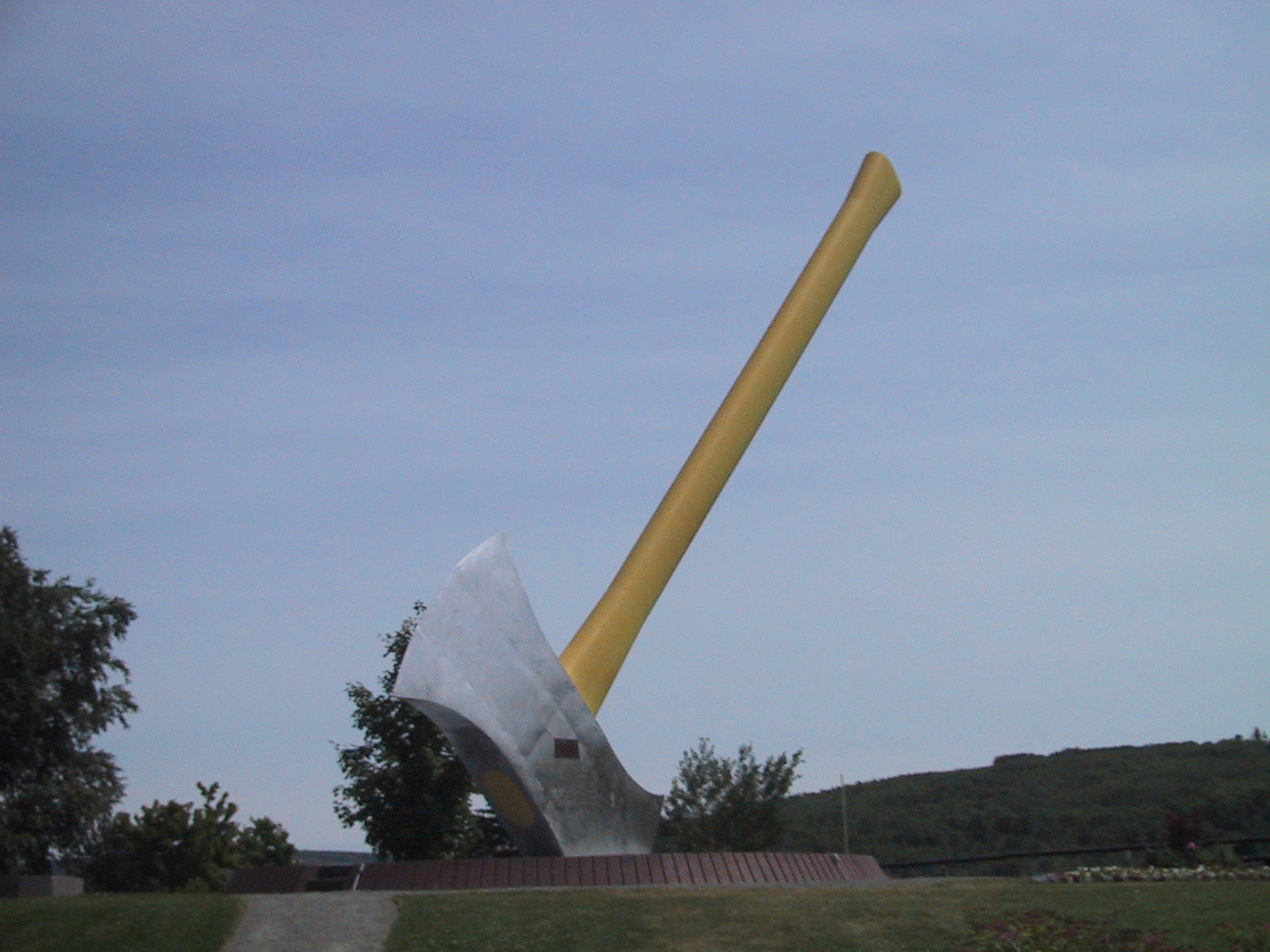
Die weltgrößte Axt von Nackawic
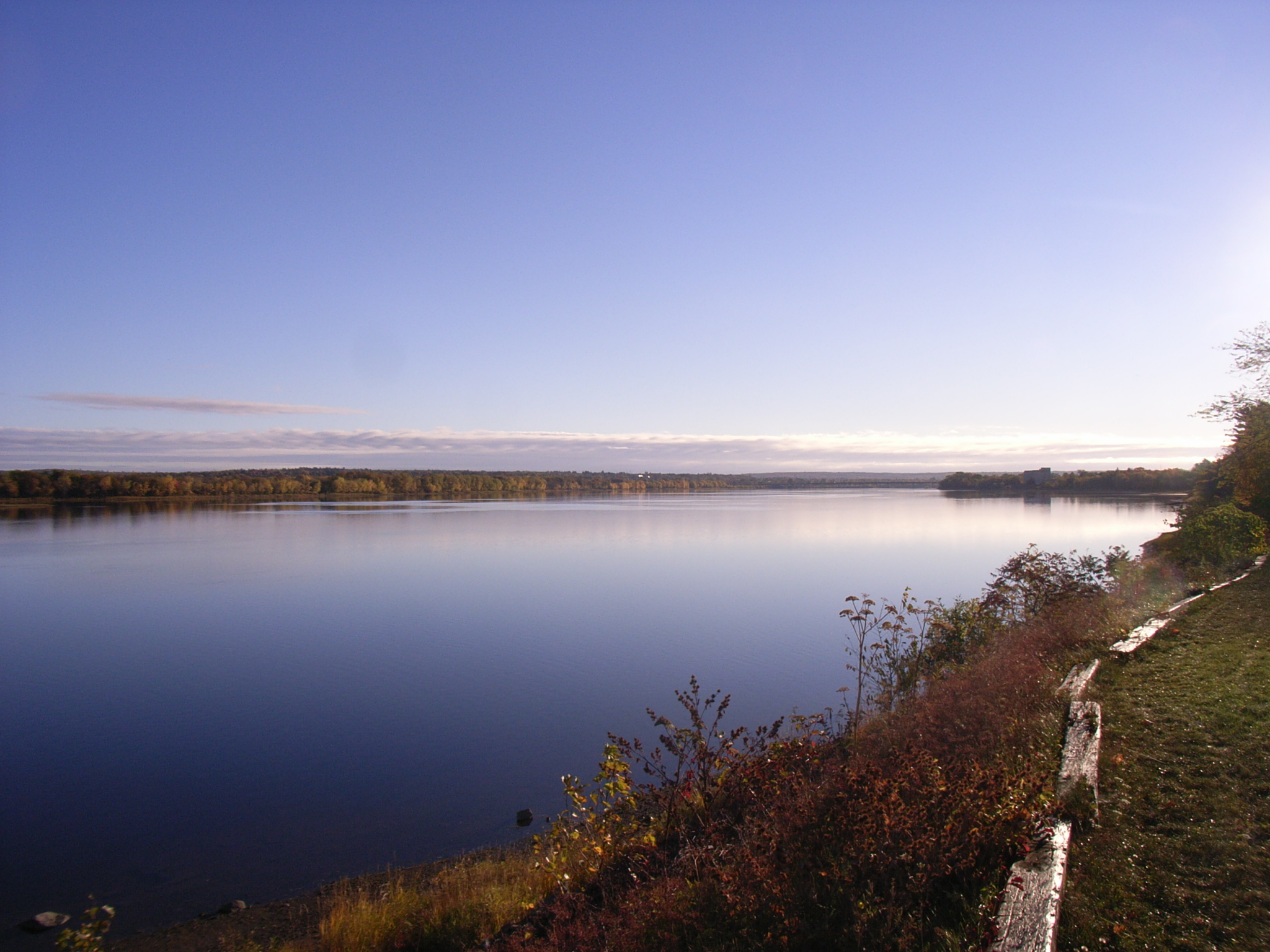
Der Saint John River
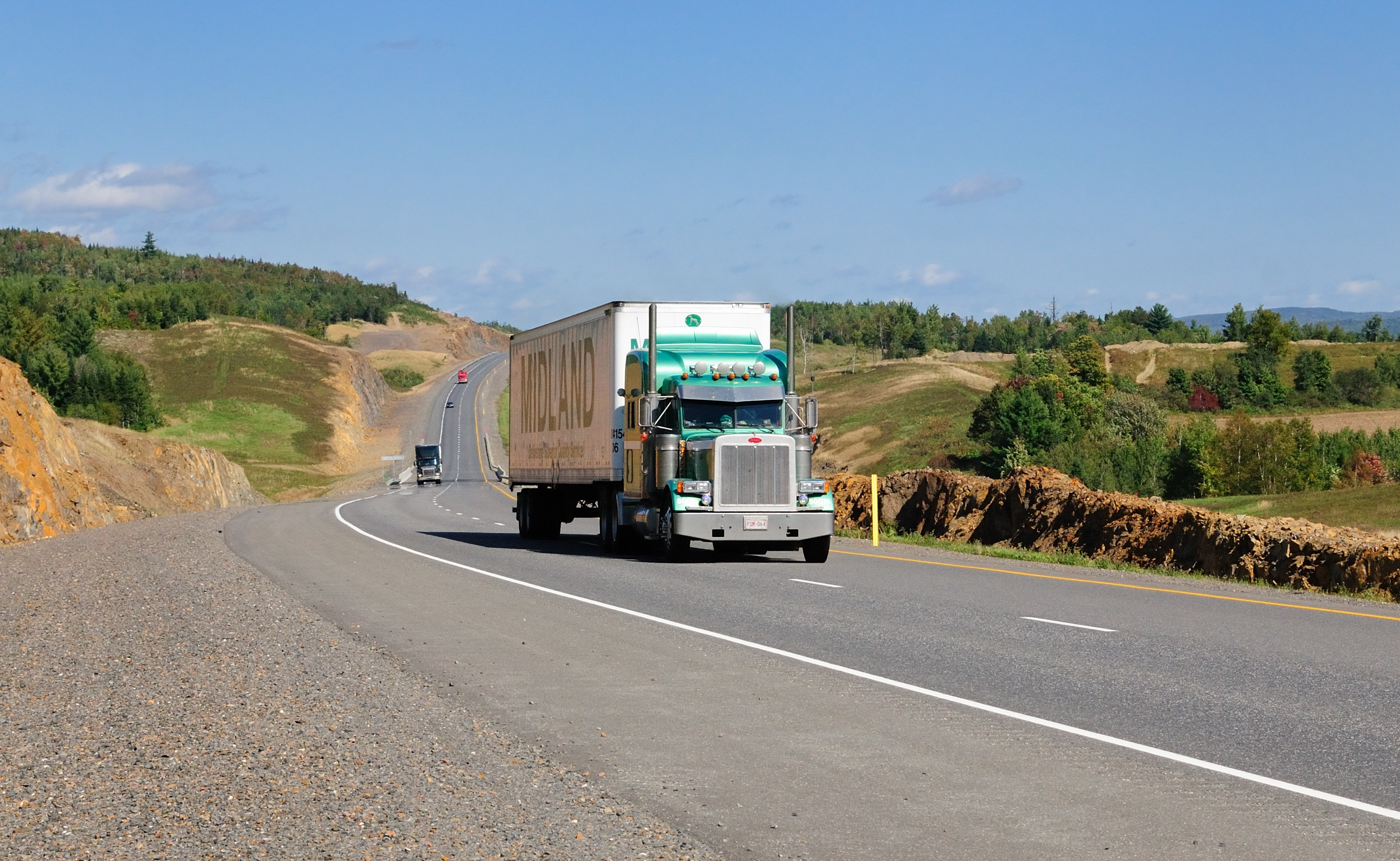
Ehemaliger Teil des Trans-Canada-Highways - New Brunswick Highway 102
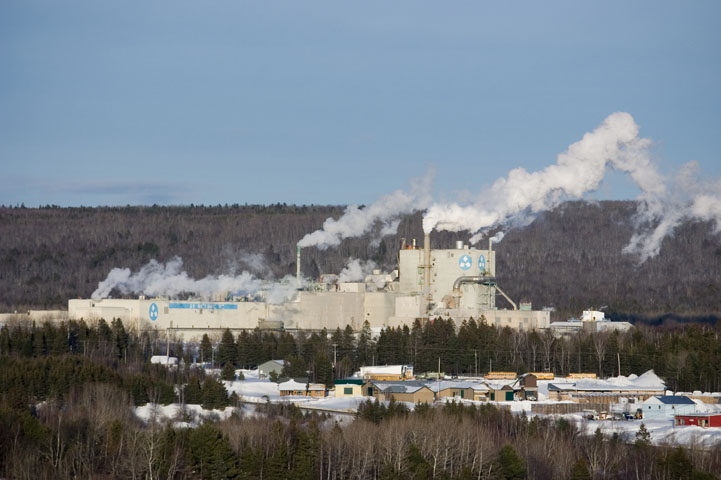
Papierfabrik in Nackawic